# António Pinho
Pour les articles homonymes, voir Pinho.
António Pinho est un footballeur portugais né le 25 février 1899 à Oliveira de Azeméis et mort le 24 février 1999. Il évoluait au poste de défenseur.

## Biographie

### En club
António Pinho joue dans les clubs de Casa Pia et du Benfica Lisbonne,.

### En équipe nationale
International portugais, il reçoit 12 sélections en équipe du Portugal entre 1921 et 1929, pour aucun but marqué.
Il joue le tout premier match de l'équipe nationale du Portugal le 18 décembre 1921 en amical contre l'Espagne (défaite 1-3 à Madrid). 
Son dernier match a lieu le 1er décembre 1929 contre l'Italie en amical (défaite 1-6 à Milan).

## Palmarès
Avec le Benfica Lisbonne
- Vainqueur du Championnat du Portugal (ancêtre de la Coupe du Portugal) en 1930
- Champion de Lisbonne en 1920

Avec Casa Pia
- Champion de Lisbonne en 1921